# 弥泸革命根据地
弥泸革命根据地是第二次国共战争时期，中国共产党云南地下党组织、中国人民解放军滇桂黔边纵队在云南省东部建立的一块革命根据地，中华人民共和国成立后辖区划归宜良专区、曲靖专区。

## 历史
1948年2月，中共云南省工委在路南圭山、弥勒西山发动武装斗争后创建了人民武装。1949年初在泸西县成立盘北指挥部，后于4月撤销，弥泸地区的人民武装组建为桂滇黔边纵队第4支队，并成立中共弥泸地委和桂滇黔边区第一临时人民行政专员公署。1949年7月，正式成立弥泸地区专员公署，下辖弥勒、泸西、陆良、路南、宜良、马龙等县及富源县的普冲区，弥泸地区人民武装整编为边纵第2支队。

## 资料来源
1. ↑  . dangshi.people.com.cn. 中国老区建设促进会. 2009-08-04  [2017-12-17]. （原始内容存档于2020-04-15）.
2. ↑  应细飞. . www.chinanews.com. 云南日报. 2011-08-05  [2017-12-17]. （原始内容存档于2021-08-07）.